# CONCACAF Gold Cup 2011/Gruppe B
Die Gruppe B des CONCACAF Gold Cups 2011 war eine von drei Gruppen, in denen die Vorrundenspiele des Turniers ausgetragen wurden. Sie bestand aus vier Mannschaften: Honduras, Guatemala, Jamaika und Grenada. Die Partien fanden vom 6. Juni bis 13. Juni 2011 statt. Die Austragungsorte waren Carson, Miami und Harrison.

## Tabelle
| Pl. | Land      | Sp. | S | U | N | Tore    | Diff. | Punkte |
| --- | --------- | --- | - | - | - | ------- | ----- | ------ |
| 1.  | Jamaika   | 3   | 3 | 0 | 0 | 007:000 | +7    | 09     |
| 2.  | Honduras  | 3   | 1 | 1 | 1 | 007:200 | +5    | 04     |
| 3.  | Guatemala | 3   | 1 | 1 | 1 | 004:200 | +2    | 04     |
| 4.  | Grenada   | 3   | 0 | 0 | 3 | 001:150 | −14   | 0      |

## Spiele
| 6. Juni 2011 | Jamaika                                        | 4:0                 | Grenada | Home Depot Center, Carson, CA Zuschauer: 21.507 Schiedsrichter: Balodmero Toledo (USA) |
| 6. Juni 2011 | Shelton 21′ Johnson 39′ Phillips 79′ Daley 84′ | Report im Webarchiv |         | Home Depot Center, Carson, CA Zuschauer: 21.507 Schiedsrichter: Balodmero Toledo (USA) |

| 6. Juni 2011 | Honduras            | 0:0 | Guatemala | Home Depot Center, Carson, CA Zuschauer: 21.507 Schiedsrichter: Francisco Chacón Gutiérrez (Mexiko) |
| 6. Juni 2011 | Report im Webarchiv |     |           | Home Depot Center, Carson, CA Zuschauer: 21.507 Schiedsrichter: Francisco Chacón Gutiérrez (Mexiko) |

| 10. Juni 2011 | Jamaika          | 2:0                 | Guatemala | FIU Stadium, Miami, FL Zuschauer: 18.057 Schiedsrichter: Wálter Quesada (Costa Rica) |
| 10. Juni 2011 | Phillips 65′ 78′ | Report im Webarchiv |           | FIU Stadium, Miami, FL Zuschauer: 18.057 Schiedsrichter: Wálter Quesada (Costa Rica) |

| 10. Juni 2011 | Grenada    | 1:7                 | Honduras                                                                   | FIU Stadium, Miami, FL Zuschauer: 18.057 Schiedsrichter: David Gantar (Kanada) |
| 10. Juni 2011 | Murray 19′ | Report im Webarchiv | Bengtson 26′ Costly 28′ Bengtson 37′ Costly 67′ 71′ Martínez 88′ Mejía 90′ | FIU Stadium, Miami, FL Zuschauer: 18.057 Schiedsrichter: David Gantar (Kanada) |

| 13. Juni 2011 | Guatemala                                      | 4:0                 | Grenada | Red Bull Arena, Harrison, NJ Zuschauer: 25.000 Schiedsrichter: Baldomero Toledo (USA) |
| 13. Juni 2011 | Del Aguila 16′ Pappa 22′ Ruiz 54′ Gallardo 59′ | Report im Webarchiv |         | Red Bull Arena, Harrison, NJ Zuschauer: 25.000 Schiedsrichter: Baldomero Toledo (USA) |

| 13. Juni 2011 | Honduras | 0:1                 | Jamaika     | Red Bull Arena, Harrison, NJ Zuschauer: 25.000 Schiedsrichter: Joel Aguilar (El Salvador) |
| 13. Juni 2011 |          | Report im Webarchiv | Johnson 36′ | Red Bull Arena, Harrison, NJ Zuschauer: 25.000 Schiedsrichter: Joel Aguilar (El Salvador) |